# Kwintet voor piano en blazers (Aho)
Het Kwintet voor piano en blazers is een compositie van Kalevi Aho.
Het verzoek voor dit werk kwam van hoboïst Ingo Goritzki (hij zou zelf niet meespelen), die leider was van een kamermuziekfestival in Rottweil. Een voorwaarde was dat het werk geschreven werd in dezelfde bezetting van het Pianokwintet KV 452 van Wolfgang Amadeus Mozart. Aho zag zich geconfronteerd met een uitdaging; werken voor de combinatie van hobo, klarinet, fagot, hoorn en hoorn komen niet al te vaak voor, bovendien zou het dan vergeleken worden met het (relatief) veel bekendere werk van Mozart. Aho heeft naar eigen zeggen geprobeerd de pianopartij in te passen bij het blaaskwartet. Wat hij daarbij uitvond was dat het spectrum aan klanken dat door een dergelijk kwintet voortgebracht kan worden, toch al ruim was. Het kwintet is opgebouwd uit vier delen:
1. Tranquillo – allegretto ondeggiante; een lyrisch openingsdeel
2. Toccata, een virtuoos deel

- Nocturne, rustig en dromerig
- Burlesco, ritmisch en snel, naar het eind toe zo snel mogelijk.

Op 8 juli 2014 vond de première van dit werk plaats. Als geldschieter trad ook op het Antwerp Symphony Orchestra, dat het werk gebruikte voor een serie kamermuziekconcerten.